# Juan Eduardo Esnáider
Juan Eduardo Esnáider (Mar del Plata, 5 de marzo de 1973) es un exfutbolista, entrenador y periodista deportivo argentino.
En su trayectoria como futbolista se destacó como un recordado ídolo de la afición del Real Zaragoza, con el cual totalizó más de 50 goles en dos temporadas y media y fue campeón de dos Copas del Rey (1994 y 2001) y una Recopa de la UEFA (1995), además de alcanzar un tercer puesto en liga (1994). También jugó en importantes equipos como Real Madrid, Juventus, Atlético de Madrid, River Plate y Porto.
En 1995 se convirtió junto a Gabriel Batistuta en el primer futbolista argentino votado en una nominación al Balón de Oro representando a Argentina y no a países europeos.

## Trayectoria

### Inicios
Debutó en Argentina, en la primera división en Ferro Carril Oeste el 2 de septiembre de 1990. Considerado toda una promesa, fue convocado para disputar el Sudamericano Sub-20. Luego de ser una de las figuras del certamen, en abril de 1991 fichó por el Real Madrid. La transferencia se operó en una suma aproximada a los 2 millones de dólares y fue la más alta pagada hasta entonces por un jugador de Ferro. Al momento de ser transferido, Esnaider solo había jugado 309 minutos como futbolista profesional.
En el Real Madrid disputaría los partidos restantes de la temporada 1990/91, una vez finalizada la misma, fue enviado al equipo filial.
A mitad de la temporada 1992/93 es enviado nuevamente al primer equipo. Pese a no gozar de la titularidad, se proclama campeón de la Copa del Rey.

### Real Zaragoza
Para la temporada 1993/94 se marchó cedido al Real Zaragoza ante la falta de oportunidades en el club "merengue". En esa misma temporada anota 13 goles y conquista nuevamente la Copa del Rey, pese a no disputar la final por sanción. Esnáider termina ganando el cariño de la afición "maña" por sus destacadas actuaciones, cómo en el doblete al Barcelona de Johan Cruyff en el histórico 6-3 de febrero de 1994, o su golazo al Atlético de Madrid en el Vicente Calderón, en una goleada 4-0. De cara a la próxima temporada, la 1994/95, el Zaragoza compra su pase al Real Madrid.
Entonces conquista la Recopa de Europa. En esa competición es la figura descollante del Zaragoza anotando 8 goles en 9 partidos, incluyendo uno en la mítica final, disputada en París, frente al Arsenal inglés el 10 de mayo de 1995. En esa temporada, Esnáider totalizaría 26 goles sumando todas las competiciones, incluyendo otros goles memorables por liga, cómo su doblete al Real Madrid en la victoria 3-2 de octubre de 1994, u otro gol más al Barcelona, esta vez en el Camp Nou, en una victoria por 2-1.

### Real Madrid (segunda etapa)
En vista su gran rendimiento, el Real Madrid hace que retorne, pagando por él más del doble respecto a su primer fichaje. Curiosamente, se le otorgaría la mítica dorsal número 7 que había dejado Butragueño y a su vez él dejaría a Raúl.
Sin embargo, la temporada 1995/96 que disputó con el Real Madrid fue mediocre tanto a nivel personal (solo anotó un gol) como grupal (no cosecharon ningún título) y para la temporada 96/97 fichó por el Atlético de Madrid.

### Atlético de Madrid
En el club colchonero, teniendo de compañeros a su compatriota "El cholo" Simeone, a Kiko y a Pantic, tuvo un rendimiento notable convirtiendo 21 goles. A pesar de eso, su mala relación con el entrenador Radomir Antić, le obligó a abandonar el club rojiblanco un año después. Un momento memorable es cuando el portero holandés van der Sar, en aquel momento en el Ajax, le paró un penalti que de haber marcado hubiera significado el pase a las semifinales de aquella edición de la Champions League.

### Espanyol de Barcelona
En la temporada 97/98 sería transferido al Espanyol de Barcelona, entrando como parte del pago del fichaje de Jordi Lardín, allí jugaría una temporada y media, sin que el equipo hiciera temporadas destacables, fue una de las figuras del equipo periquito, repitiendo el gran rendimiento hecho del Atleti.

### Juventus de Turín
Sorpresivamente, en enero de 1999, la Juventus de Turín lo ficharía a cambio de 7 millones de euros para suplir una grave lesión de Alessandro Del Piero. Su paso por la vecchia signora fue para el olvido debido en gran parte a las lesiones, anotando solamente dos goles.

### Vuelta al Zaragoza
Después de su mal paso por Italia, volvió al Real Zaragoza como cedido en diciembre del 2000 para salvar al equipo aragonés del descenso. El Zaragoza no sólo escaparía al descenso, mostrando un gran nivel que lo terminaría volviendo clave; sino que también ganaría la Copa del Rey, aunque al igual que siete años antes, Esnáider se perdió la final por sanción.
Su retorno al club maño estuvo rodeado de polémicas. En el último partido liguero (clave para salvarse del descenso), Esnáider vio la roja al principio del encuentro tras un codazo a un jugador del Celta de Vigo. Según se rumoreó, el argentino lo hizo a propósito porque el presidente Solans ya le había comunicado que no contaban con él para la siguiente campaña. El argentino intentó incluso agredir a aficionados que le increparon y le llamaron pesetero.

### Declive y retiro (2001-2004)
Posteriormente pasó por dos infructíferas cesiones en la campaña siguiente, primero en el Oporto y después, volviendo a su país, en River Plate (donde se consagraría campeón del Clausura 2002 pese a su escaso aporte).
En enero de 2003 firmó por el AC Ajaccio de Francia, donde jugaría apenas pocos partidos, lastrando muchas lesiones, pero particularmente renunció a cobrar su salario el tiempo que estuviese recuperándose de sus lesiones. Éste gesto fue destacado por el presidente de la institución, Michel Moretti.
Entonces decidiría retornar a la liga española, de la mano del recién ascendido Real Murcia. En su única temporada, no solo dio un aporte muy discreto (anotó solo un gol), sino además los pimentoneros descendieron a la Segunda División. Desafortunadamente, en dicho equipo es únicamente recordado por un altercado en una rueda de prensa, cuando agredió verbalmente a una periodista llamada Eva Franco del periódico regional La Verdad, que por aquel entonces cubría las informaciones del equipo. Fueron ante los tribunales y tras reconocer los hechos, fue condenado a pagar 600 euros, 300 por una falta de injurias y otros 300 por daños morales. La periodista alegó que el suceso le causó una crisis de ansiedad.
Por último, juega 6 meses en Newell's Old Boys. Poco después, y en vista de su mala forma física, se retiró del fútbol profesional. Quizá por su fuerte carácter y sus actitudes poco profesionales (llegó a admitir que en su última etapa en el Zaragoza apenas entrenaba), o simplemente por las lesiones, no llegó más alto. Su mayor rendimiento lo ofreció en el Real Zaragoza, donde es recordado con gran cariño por la afición, como un ídolo y uno de los héroes de París.

## Clubes
| Club                     | País      | Año       |
| ------------------------ | --------- | --------- |
| Ferro Carril Oeste       | Argentina | 1990-1991 |
| Real Madrid              | España    | 1991-1993 |
| Real Madrid B            | España    | 1991-1993 |
| Real Zaragoza            | España    | 1993-1995 |
| Real Madrid              | España    | 1995-1996 |
| Atlético de Madrid       | España    | 1996-1997 |
| Espanyol                 | España    | 1997-1999 |
| Juventus                 | Italia    | 1999-2000 |
| Real Zaragoza (préstamo) | España    | 2000-2001 |
| Porto (préstamo)         | Portugal  | 2001      |
| River Plate (préstamo)   | Argentina | 2002      |
| Ajaccio                  | Francia   | 2003      |
| Real Murcia              | España    | 2003-2004 |
| Newell's                 | Argentina | 2005      |

## Selección nacional

### Selección Juvenil

#### Sudamericano Sub-20 de 1991
Jugó en categorías juveniles con la Selección argentina. Participó en el Sudamericano Sub-20 de 1991 disputado en Venezuela en febrero de ese año. Dirigido por Reinaldo Merlo, y teniendo como compañeros a jugadores de la talla de Marcelo Delgado y Mauricio Pochettino, clasificaron segundos detrás del campeón Brasil. Esnáider fue una de las figuras del equipo y del certamen, consagrándose como el máximo goleador del sudamericano con 7 tantos, lo que a su vez hizo que el Real Madrid despertase interés por el.

#### Copa Mundial de Fútbol Sub-20 de 1991
Una vez clasificados a la Copa Mundial de Fútbol Juvenil de 1991, disputada en Portugal, las expectativas creadas hacia Esnáider y la selección terminaron como un rotundo fracaso, ya que terminaron últimos en su grupo con sólo un punto.
Por su parte, en el segundo encuentro de la fase de grupos, disputado contra los anfitriones (que terminó con una derrota 0-3) Esnáider agredió tanto al árbitro cómo a jugadores rivales luego de ser expulsado por juego brusco, escándalo al cual se sumarían compañeros suyos.
Luego de los incidentes en el segundo partido la FIFA suspendió a la selección Argentina sub-20 por dos años y a Esnaider por uno. Eso le costó al delantero ser censurado durante mucho tiempo para ser convocado a la mayor.

### Selección absoluta
En la selección mayor, en lo que tiene que ver mucho su escandaloso mundial sub-20 de 1991, fue marginado de convocatorias durante mucho tiempo (incluso durante toda su exitosa etapa en el Real Zaragoza).
Llegó a disputar un puñado de partidos durante el ciclo de Daniel Passarella en la mayor; también fue convocado por Marcelo Bielsa, aunque en dicha etapa no llegó a disputar encuentro alguno. Curiosamente, después de su notable semestre en su retorno al Zaragoza, Bielsa confirmaría a Esnáider en la lista de convocados para la Copa América 2001, disputada en Colombia. No obstante, el seleccionado argentino decidiría no hacerse presente en el certamen, aduciendo falta de garantías en relación con los conflictos sociales que el país anfitrión atravesaba.

### Participaciones en mundiales sub-20
| Torneo                 | Sede     | Resultado      | Partidos | Goles |
| ---------------------- | -------- | -------------- | -------- | ----- |
| Mundial Sub-20 de 1991 | Portugal | Fase de grupos | 2        | 0     |

### Participaciones en sudamericanos sub-20
| Torneo                   | Sede      | Resultado  | Partidos | Goles |
| ------------------------ | --------- | ---------- | -------- | ----- |
| Sudamericano Sub-20 1991 | Venezuela | Subcampeón | 5        | 7     |

### Estadísticas en la selección nacional
| 1               | 2 de febrero de 1991    | Estadio Polideportivo de Pueblo Nuevo, San Cristóbal, Venezuela | 3-2 | Chile         | Sudamericano Sub-20 de 1991     | 44' 61' 87' |
| 2               | 6 de febrero de 1991    | Estadio Polideportivo de Pueblo Nuevo, San Cristóbal, Venezuela | 1-1 | Brasil        | Sudamericano Sub-20 de 1991     | 44'         |
| 3               | 8 de febrero de 1991    | Estadio Polideportivo de Pueblo Nuevo, San Cristóbal, Venezuela | 2-3 | Colombia      | Sudamericano Sub-20 de 1991     | '79'        |
| 4               | 13 de febrero de 1991   | Estadio Polideportivo Cachamay, Ciudad Guayana, Venezuela       | 3-2 | Paraguay      | Sudamericano Sub-20 de 1991     | 41' 70'     |
| 5               | 15 de febrero de 1991   | Estadio Polideportivo Cachamay, Ciudad Guayana, Venezuela       | 1-1 | Brasil        | Sudamericano Sub-20 de 1991     | -           |
| 6               | 15 de junio de 1991     | Estádio da Luz, Lisboa, Portugal                                | 0-1 | Corea del Sur | Copa Mundial Sub-20 1991        | -           |
| 7               | 25 de junio de 1991     | Estádio da Luz, Lisboa, Portugal                                | 0-3 | Portugal      | Copa Mundial Sub-20 1991        | -           |
| Selección Mayor |                         |                                                                 |     |               |                                 |             |
| 1               | 5 de diciembre de 1995  | Estadio Malvinas Argentinas, Mendoza, Argentina                 | 6-0 | Venezuela     | Amistoso                        | 2' 32'      |
| 2               | 28 de diciembre de 1996 | Estadio José María Minella, Mar Del Plata, Argentina            | 2-3 | Yugoslavia    | Amistoso                        | 42'         |
| 3               | 12 de octubre de 1997   | Estadio Antonio V. Liberti, Buenos Aires, Argentina             | 0-0 | Uruguay       | Clasificación Copa Mundial 1998 | -           |

## Como entrenador
Desde mayo de 2008 tiene el carné de entrenador profesional. Después, trabajó en España de comentarista deportivo en Aragón Televisión en el programa "Directo Fútbol", en las retransmisiones de Primera División junto a Vicente Catalán.
Asistente en el Getafe
El 27 de abril de 2009, es nombrado segundo entrenador del Getafe CF, junto con el exdirector de la cantera del Real Madrid, Míchel González, para los 5 partidos restantes de la temporada 2008-2009, logrando el objetivo de evitar el descenso del Getafe a la Segunda División.
Real Zaragoza "B"
El 10 de junio de 2011, es presentado como nuevo director de la Ciudad Deportiva del Real Zaragoza y entrenador del Real Zaragoza "B", y consigue el difícil reto de mantener un equipo flojo y sin presupuesto en la Segunda División B del fútbol español, abandonando la entidad aragonesa a la conclusión de aquella temporada.
Córdoba CF
El 9 de abril de 2013, fue anunciado como nuevo entrenador del Córdoba CF hasta 2014. Dirigió al equipo blanquiverde los últimos 9 partidos de la Liga 2012-13 y terminó el campeonato como 14º clasificado. Una vez concluida la temporada, el club andaluz optó por sustituir a Esnáider por Pablo Villa.
Getafe CF
El 12 de abril de 2016, es confirmado como nuevo entrenador del Getafe CF, para intentar evitar el descenso del equipo azulón. Aunque pudo sacar al conjunto madrileño de los puestos de descenso, una derrota en la última jornada envió al equipo azulón a Segunda División. En total, sumó 8 puntos en 6 jornadas. Pese a perder la categoría, el club azulón renovó el contrato de Esnáider para dirigir al equipo en la categoría de plata. El 26 de septiembre de 2016, fue destituido de su cargo, tras sumar una victoria, 3 empates y 3 derrotas en las 7 primeras jornadas de Liga.
JEF United Chiba
El 26 de noviembre de 2016, se anunció su llegada al JEF United Chiba de la J. League Division 2. En su primera temporada, el equipo llegó a disputar los playoffs de la segunda división, pero fue eliminado por el Nagoya Grampus en la semifinal. El 17 de marzo de 2019, fue cesado por el club japonés, tras los malos resultados acumulados en la temporada 2018 y en los 4 primeros juegos de la temporada 2019.
| Club              | País   | Año       | P  | PG | PE | PP | % v.  |
| ----------------- | ------ | --------- | -- | -- | -- | -- | ----- |
| Real Zaragoza "B" | España | 2011-2012 | 40 | 13 | 11 | 16 | 32.5  |
| Córdoba C. F.     | España | 2013      | 9  | 2  | 1  | 6  | 22.22 |
| Getafe C. F.      | España | 2016      | 13 | 3  | 5  | 5  | 23.08 |
| JEF United Chiba  | Japón  | 2017-2019 | 88 | 36 | 17 | 35 | 40.90 |

## Estadísticas

#### En clubes
| Ferro Carril Oeste Argentina | 1.ª                 | 1990-91             | 6   | 0  | —  | —  | —  | —  | 6   | 0   | 0,00 |
| Real Madrid · España | 1.ª                 | 1991                | 2   | 0  | —  | —  | —  | —  | 2   | 0   | 0,00 |
| Real Madrid B · España | 2.ª                 | 1991-92             | 26  | 9  | —  | —  | —  | —  | 26  | 9   | 0,35 |
| Real Madrid B · España | 2.ª                 | 1992-93             | 18  | 9  | —  | —  | —  | —  | 18  | 9   | 0,50 |
| Real Madrid B · España | Total club          | Total club          | 45  | 18 | 0  | 0  | 0  | 0  | 44  | 18  | 0,41 |
| Real Madrid · España | 1.ª                 | 1992-93             | 8   | 1  | 4  | 1  | 3  | 1  | 15  | 3   | 0,20 |
| Real Madrid · España | Total 1.ª etapa     | Total 1.ª etapa     | 10  | 1  | 4  | 1  | 3  | 1  | 17  | 3   | 0.18 |
| Real Zaragoza · España | 1.ª                 | 1993-94             | 29  | 13 | 11 | 3  | —  | —  | 40  | 16  | 0,40 |
| Real Zaragoza · España | 1.ª                 | 1994-95             | 32  | 16 | 4  | 2  | 9  | 8  | 45  | 26  | 0,58 |
| Real Zaragoza · España | Total 1.ª etapa     | Total 1.ª etapa     | 61  | 29 | 15 | 5  | 9  | 8  | 85  | 42  | 0.49 |
| Real Madrid · España | 1.ª                 | 1995-96             | 20  | 1  | 2  | 0  | 4  | 0  | 26  | 1   | 0,04 |
| Real Madrid · España | Total club          | Total club          | 30  | 2  | 6  | 1  | 7  | 1  | 43  | 4   | 0,09 |
| Atlético de Madrid · España | 1.ª                 | 1996-97             | 35  | 16 | 4  | 2  | 8  | 3  | 47  | 21  | 0,45 |
| RCD Espanyol · España | 1.ª                 | 1997-98             | 24  | 13 | —  | —  | —  | —  | 24  | 13  | 0,54 |
| RCD Espanyol · España | 1.ª                 | 1998                | 13  | 2  | —  | —  | —  | —  | 13  | 2   | 0,15 |
| RCD Espanyol · España | Total club          | Total club          | 37  | 15 | 0  | 0  | 0  | 0  | 37  | 15  | 0,41 |
| Juventus de Turín · Italia | 1.ª                 | 1999                | 10  | 0  | 1  | 0  | 2  | 0  | 13  | 0   | 0,00 |
| Juventus de Turín · Italia | 1.ª                 | 1999-00             | 6   | 0  | 2  | 1  | 5  | 1  | 13  | 2   | 0,15 |
| Juventus de Turín · Italia | 1.ª                 | 2000                | —   | —  | —  | —  | —  | —  | 0   | 0   | 0,00 |
| Juventus de Turín · Italia | Total club          | Total club          | 16  | 0  | 3  | 1  | 7  | 1  | 26  | 2   | 0,08 |
| Real Zaragoza · España | 1.ª                 | 2000-01             | 17  | 11 | 3  | 0  | —  | —  | 20  | 11  | 0,55 |
| Real Zaragoza · España | Total club          | Total club          | 78  | 40 | 18 | 5  | 9  | 8  | 105 | 53  | 0,50 |
| FC Porto Portugal | 1.ª                 | 2001                | 3   | 0  | 2  | 1  | 1  | 0  | 6   | 1   | 0,17 |
| River Plate Argentina | 1.ª                 | 2002                | 9   | 0  | —  | —  | 5  | 1  | 14  | 1   | 0,07 |
| Cadetes de San Martín Argentina | 4.ª                 | 2002                | —   | —  | —  | —  | —  | —  | 0   | 0   | 0,00 |
| AC Ajaccio Francia | 1.ª                 | 2003                | 4   | 0  | —  | —  | —  | —  | 4   | 0   | 0,00 |
| Real Murcia · España | 1.ª                 | 2003-04             | 17  | 1  | —  | —  | —  | —  | 17  | 1   | 0,06 |
| Newell's Old Boys Argentina | 1.ª                 | 2005                | 11  | 1  | —  | —  | —  | —  | 11  | 1   | 0,09 |
| Total en su carrera | Total en su carrera | Total en su carrera | 290 | 93 | 33 | 10 | 37 | 14 | 360 | 117 | 0,33 |
| (1) Las copas nacionales se refiere a la Copa del Rey / Supercopa de España (1992-01); Copa Italia (1999) y Copa de Portugal (2001). (2) Las copas internacionales se refiere a la Copa de la UEFA (1992-93); Recopa de la UEFA (1994-95); Liga de Campeones de la UEFA (1995-01); Intertoto de la UEFA (1999-00) y Copa Libertadores (2002). (3) Media de goles por encuentro. No incluye goles en partidos amistosos. |                     |                     |     |    |    |    |    |    |     |     |      |

### Selección
| Selección        | Año           | Amistosos | Amistosos | Sudamérica(1) | Sudamérica(1) | Mundial(2) | Mundial(2) | Total | Total | Media goleadora |
| Selección        | Año           | Part.     | Goles     | Part.         | Goles         | Part.      | Goles      | Part. | Goles | Media goleadora |
| ---------------- | ------------- | --------- | --------- | ------------- | ------------- | ---------- | ---------- | ----- | ----- | --------------- |
| Sub-20 Argentina | 1991          | —         | —         | 5             | 7             | 2          | 0          | 7     | 7     | 1,00            |
| Sub-20 Argentina | Total         | 0         | 0         | 5             | 7             | 2          | 0          | 7     | 7     | 1,00            |
| Adulta Argentina | 1995          | 1         | 2         | —             | —             | —          | —          | 1     | 2     | 2,00            |
| Adulta Argentina | 1996          | 1         | 1         | —             | —             | —          | —          | 1     | 1     | 1,00            |
| Adulta Argentina | 1997          | —         | —         | 1             | 0             | —          | —          | 1     | 0     | 0,00            |
| Adulta Argentina | Total         | 2         | 3         | 1             | 0             | 0          | 0          | 3     | 3     | 1,00            |
| Total carrera    | Total carrera | 2         | 3         | 6             | 7             | 2          | 0          | 10    | 10    | 1,00            |

### Resumen estadístico
| Competición           | Partidos | Goles | Promedio |
| --------------------- | -------- | ----- | -------- |
| Primera División      | 246      | 75    | 0,30     |
| Segunda División      | 44       | 18    | 0,41     |
| Cuarta División       | 0        | 0     | 0,00     |
| Copas nacionales      | 33       | 10    | 0,30     |
| Copas internacionales | 37       | 14    | 0,38     |
| Selección sub-20      | 7        | 7     | 1,00     |
| Selección adulta      | 3        | 3     | 1,00     |
| Total                 | 370      | 127   | 0,34     |

### Hat-tricks
| 1 | 2 de febrero de 1991 | Polideportivo de Pueblo Nuevo, San Cristóbal | Argentina Sub-20 - Chile Sub-20 |  | 3 - 2 | Sudamericano Sub-20 de 1991        |
| 2 | 5 de enero de 1992   | Ciudad Deportiva, Madrid                     | Real Madrid B - CD Castellón    |  | 3 - 1 | Segunda División de España 1991-92 |

## Palmarés

### Como jugador

#### Títulos nacionales
| Título                | Club          | Sede          | Año     |
| --------------------- | ------------- | ------------- | ------- |
| Copa del Rey          | Real Madrid   | Valencia      | 1992-93 |
| Copa del Rey          | Real Zaragoza | Madrid        | 1993-94 |
| Copa del Rey          | Real Zaragoza | Sevilla       | 2000-01 |
| Supercopa de Portugal | FC Oporto     | Vila do Conde | 2001    |
| Primera División      | River Plate   | Buenos Aires  | 2002    |

#### Títulos internacionales
| Título                    | Club              | Sede   | Año     |
| ------------------------- | ----------------- | ------ | ------- |
| Recopa de la UEFA         | Real Zaragoza     | París  | 1994-95 |
| Copa Intertoto de la UEFA | Juventus de Turín | Rennes | 1999    |

#### Distinciones individuales
| Distinción                                 | Año  |
| ------------------------------------------ | ---- |
| Goleador del Sudamericano Sub-20 (7 goles) | 1991 |
| Nominado al FIFA Balón de Oro              | 1995 |